# Dehn (holländisch-dänisches Adelsgeschlecht)

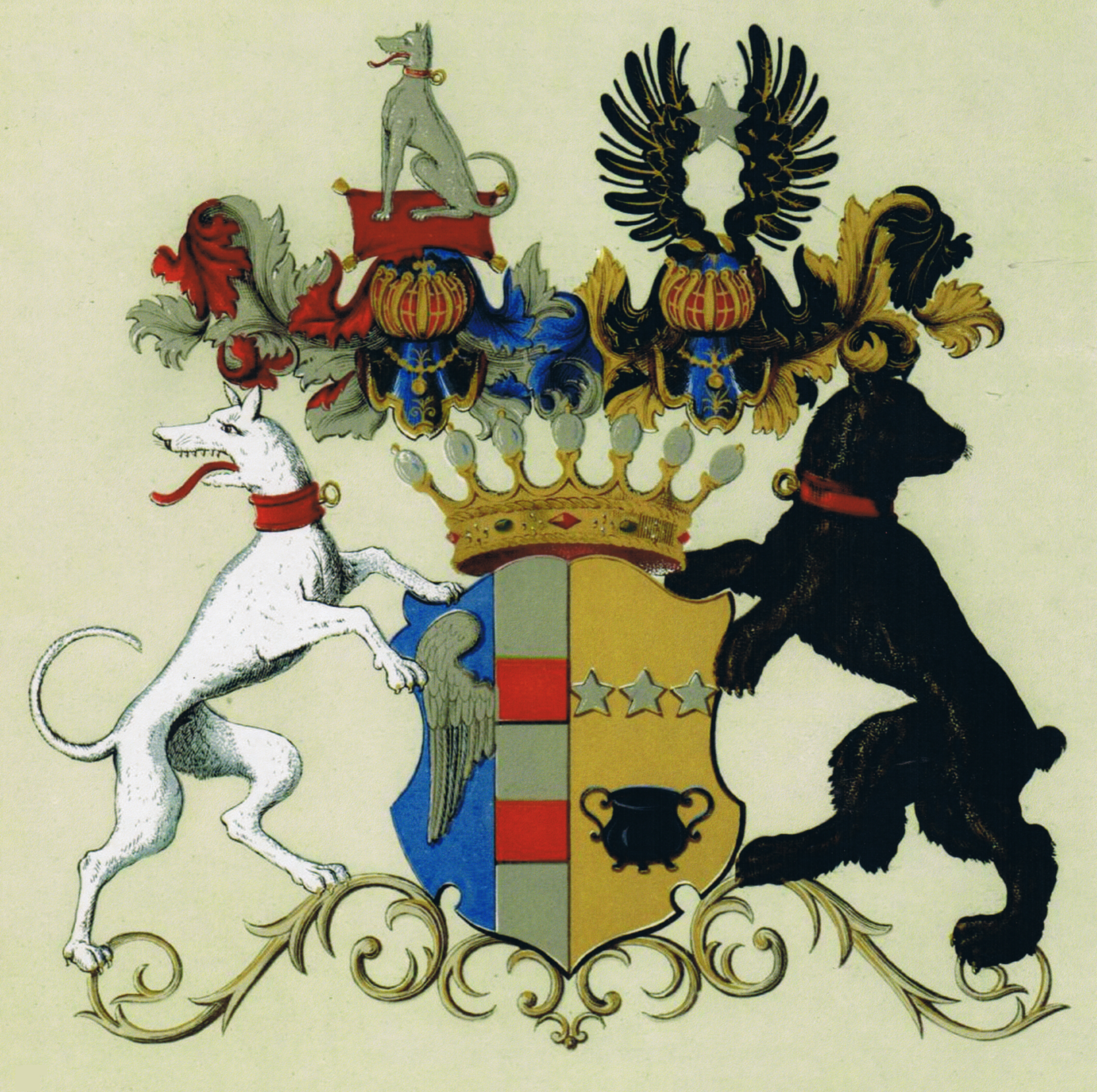
Vereinigte Wappen des Zweiges Ahlefeld-Dehn (1783)

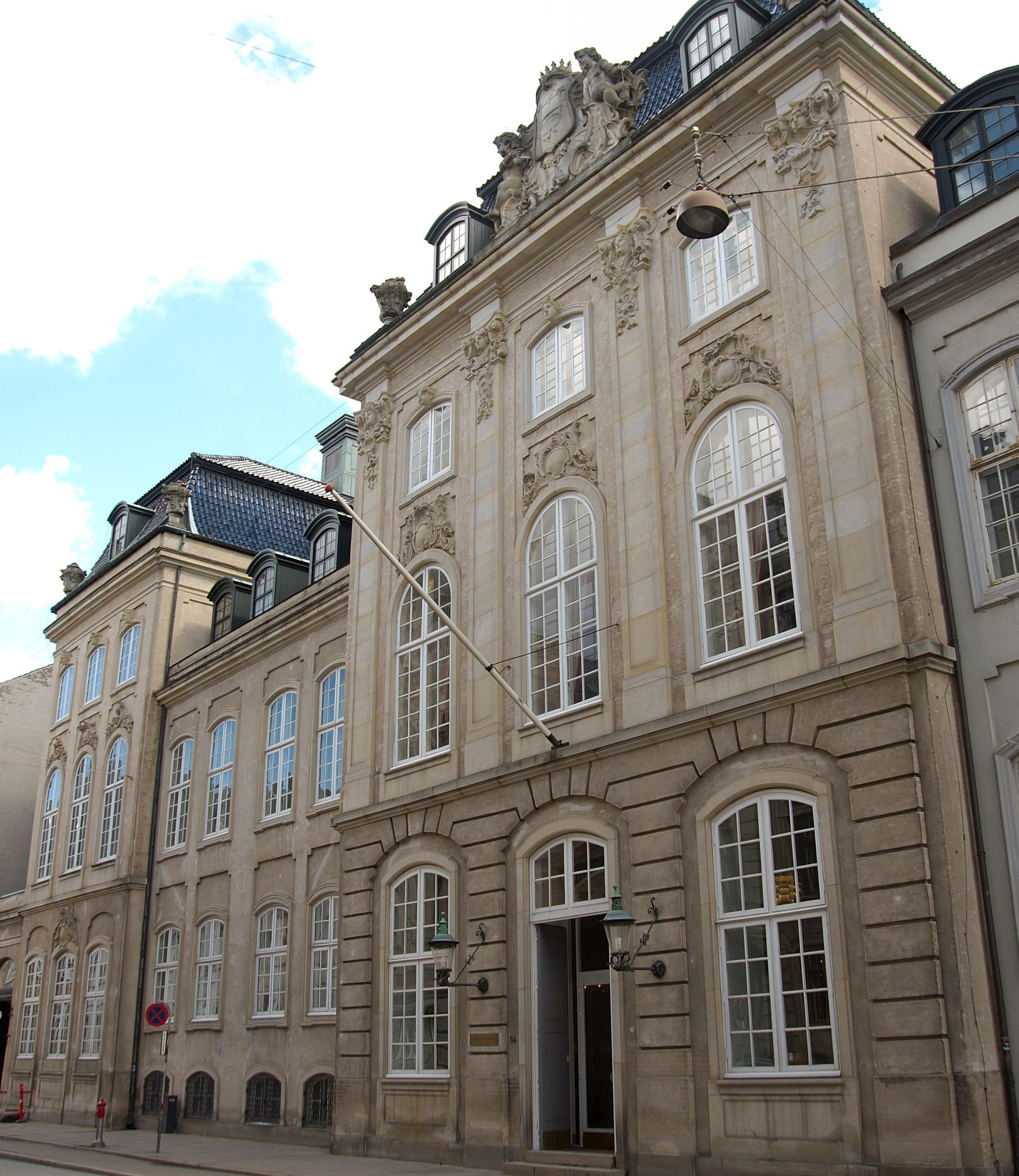
Dehns Palast in Kopenhagen, erbaut durch Friedrich Ludwig von Dehn

Dehn ist der Familienname eines holländisch-dänischen Adelsgeschlecht. Die Vorfahren stammten von der holländischen uradeligen Familie „van Pot“ (auch van Pott) ab. Der Stammvater war Conrad van Pot, der wegen der Religionswirren in Holland nach Norddeutschland übersiedelte. Die Wappen derer von Pot, Dehn und Ahlefeld wurden mit dem Diplom vom 29. September 1726 zum großen Wappen vereint

## Stammfolge
Conrad von Dehn vormals van Pot

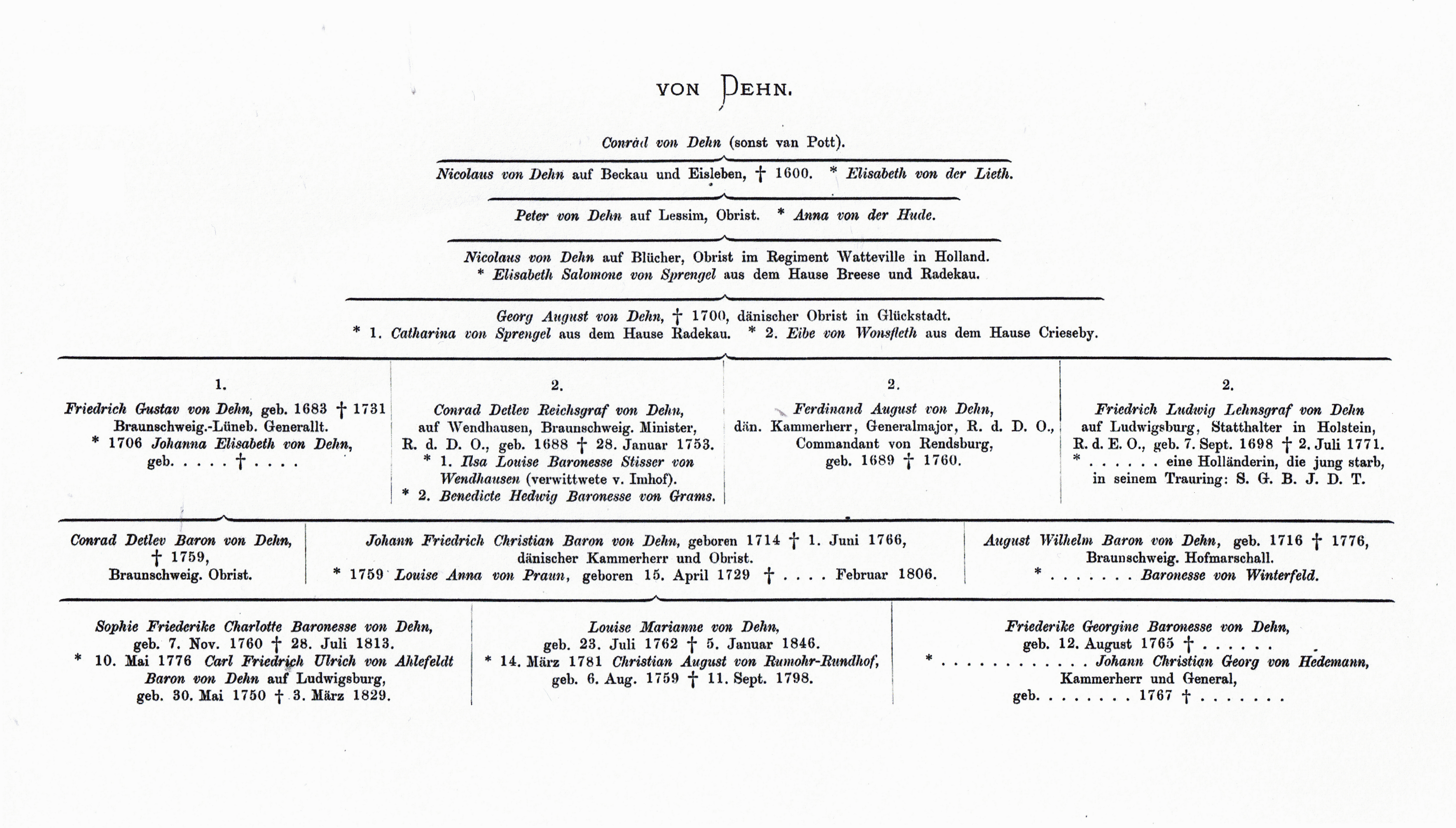
Stammtafel der holländisch-dänischen Adelsfamilie Dehn

- Nicolaus von Dehn auf Beckau und Eisleben († 1600) ⚭ Elisabeth von der Lieth
  - Peter von Dehn auf Lessim, Oberst ⚭ Anna von der Hude
    - Nicolaus von Dehn auf Blücher[3] (1651–1680),[4] Oberst im holländischen Regiment Watteville ⚭ Elisabeth Salomone von Sprengel a.d.H. Breese und Radekau
      - Georg August von Dehn († 1700 in Glückstadt), lebte auf dem Gut Blücher und war dänischer Oberst in holländischen Diensten[5] ⚭ 1. Catharina von Sprengel a.d.H. Radekau, 2. Eibe von Wonsflet a.d.H. Crieseby (1654–1707)
        - (aus der 1. Ehe) Friedrich Gustav von Dehn (1683–1731), Generalleutnant im Herzogtum Braunschweig-Lüneburg ⚭ Johanna Elisabeth von Dehn
          - Conrad Detlev Baron von Dehn († 1759), Oberst in Braunschweig
          - Johann Friedrich Christian Baron von Dehn (1714–1766), dänischer Kammerherr und Oberst in dänischen Diensten ⚭ Louise Anna von Praun (1729–1806)
            - Sophia Charlotte Baronesse von Dehn (1760–1813) ⚭ Carl Friedrich von Ahlefeld, Baron von Dehn auf Ludwigsburg (1750–1829), hieraus entstand der Zweig Ahlefeld-Dehn mit der Wappenvereinigung vom 25. Juni 1783
            - Louise von Dehn (1762–1846) ⚭ Christian August von Rumohr-Rundhof (1759–1798)
            - Friederike Georgine Baronesse von Dehn (* 1765) ⚭ Johann Christian von Hedemann, Kammerherr und General

        - (aus der 2. Ehe) Konrad Detlev von Dehn (* 1688 in Preetz; † 1753), Graf des Heiligen Römischen Reiches (1726), Diplomat in Sankt Petersburg (1734–1736), Madrid (1742–1747) und Den Haag (1749–1753). Er war ein dänischer Geheimer Rat (1731) Minister und Ritter des Dannebrog Ordens (1727).
        - (aus der 2. Ehe) Ferdinand August von Dehn (1689–1760), Generalmajor (1756) und dänischer Kammerherr, Ritter von Dannebrog (1752)
        - (aus der 2. Ehe) Ferdinand August von Dehn (1689–1760), Offizier[6]
        - (aus der 2. Ehe) Friedrich Ludwig von Dehn (1697–1771), Baron (1750), dann Graf des Heiligen Römischen Reiches (1768), Ritter des Elefantenordens, Statthalter in Holstein denstoredanske.dk/ref>
        - August Wilhelm Baron von Dehn (1716–1776), Rittmeister Garde du Corps, Hofmarschall bei Augusta von Hannover, die Herzogin von Braunschweig-Wolfenbüttel[7] books.google.de, S. 512 ⚭ Baronesse von Winterfeld